# Einar Nerman
Einar Nerman, född 6 oktober 1888 i Norrköping, död 30 mars 1983 på Lidingö, var en svensk tecknare och konstnär.

## Biografi

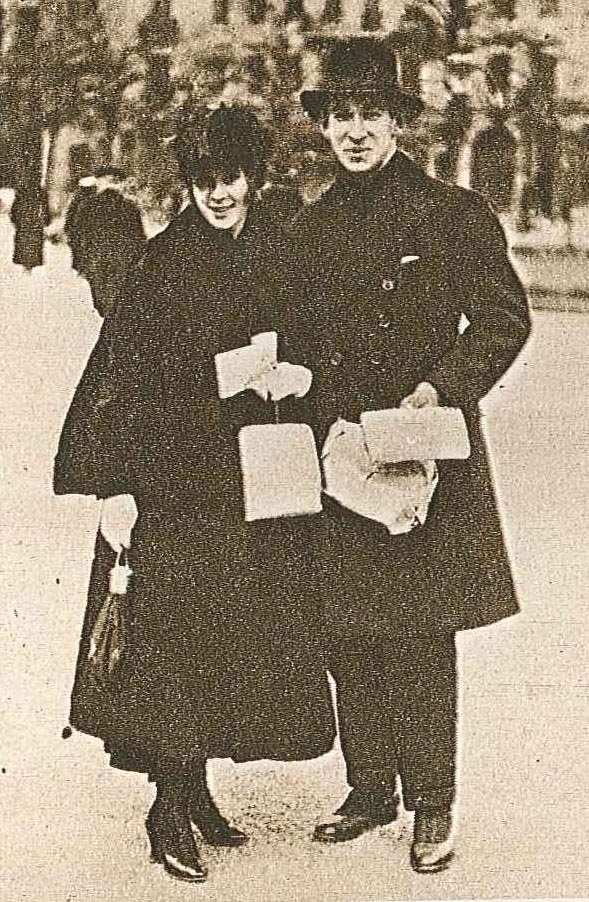
Einar Nerman med hustru Kajsa under julhandeln 1916.

Nerman hoppade av sina gymnasiestudier 1905 för att istället börja på Konstnärsförbundets skola i Stockholm. När den slutade 1908 reste han till Paris för att studera på Académie Colarossi och fortsatte 1909–1910 att studera för Matisse. Studierna fortsatte på flera skolor efter hemkomsten till Sverige, men 1912 bytte han genre och blev elev på Elin Svenssons teaterskola och året därpå gav Anna Behle honom danslektioner.
Han framträdde därefter som danskonstnär och gjorde även turnéer i Storbritannien och USA tillsammans med Gabo Falk 1918–19.
På 1920-talet vistades han i London och ritade för tidskriften The Tatler, där han blev känd för sina karikatyrer i svart/vitt av tidens "kändisar". Under andra världskriget verkade han i New York, USA.
Han har arbetat som dansare, haft flera konstutställningar, arbetat som skämttecknare i Söndags-Nisse, Figaro med flera tidningar. Han har även illustrerat flera av Selma Lagerlöfs skrifter, Fredmans epistlar och H.C. Andersens sagor samt målat många porträtt, bland annat "Lillprinsen på Haga", som sedan blev konung Carl XVI Gustaf. Nermans far var systerson till Otto Lindblad och sonen ärvde dennes musikaliska talang. Einar Nerman komponerade egna visor och tonsatte flera av sin bror Tures dikter. Nerman finns representerad vid bland annat Moderna museet och Nationalmuseum i Stockholm, Göteborgs konstmuseum, Norrköpings konstmuseum och Kalmar konstmuseum.
Nerman är internationellt känd för sina karikatyrer av artister. Han fick av stiftelsen Solstickan uppdraget att rita en etikett till tändsticksaskar och skapade då Solstickepojken som blev en av Sveriges mest välkända symboler. Modell till figuren var Nermans son Tom.
Han ägde och bebodde Hersbyholm (tidigare kallad Hersby gård) på Lidingö och Villa Diorama på Djurgården i Stockholm. Hersby gård köpte han 1930, och där ritade han 1931 logon för den nybildade Lidingö hembygdsförening.
Nerman är begravd på Lidingö kyrkogård.

## Familj
Einar Nerman var son till bokhandlaren Janne Nerman (född 1844 i Västerlösa, Östergötlands län) och Ida Adéle Nordberg (född 1860 i Kajana, Finland). Han var vidare bror till journalisten, politikern och poeten Ture Nerman och tvillingbror till arkeologen Birger Nerman.
Einar Nerman gifte sig borgerligt den 5 januari 1916 med Kajsa Eriksson, dotter till konstnären Christian Eriksson och Jeanne de Tramcourt.

## Galleri

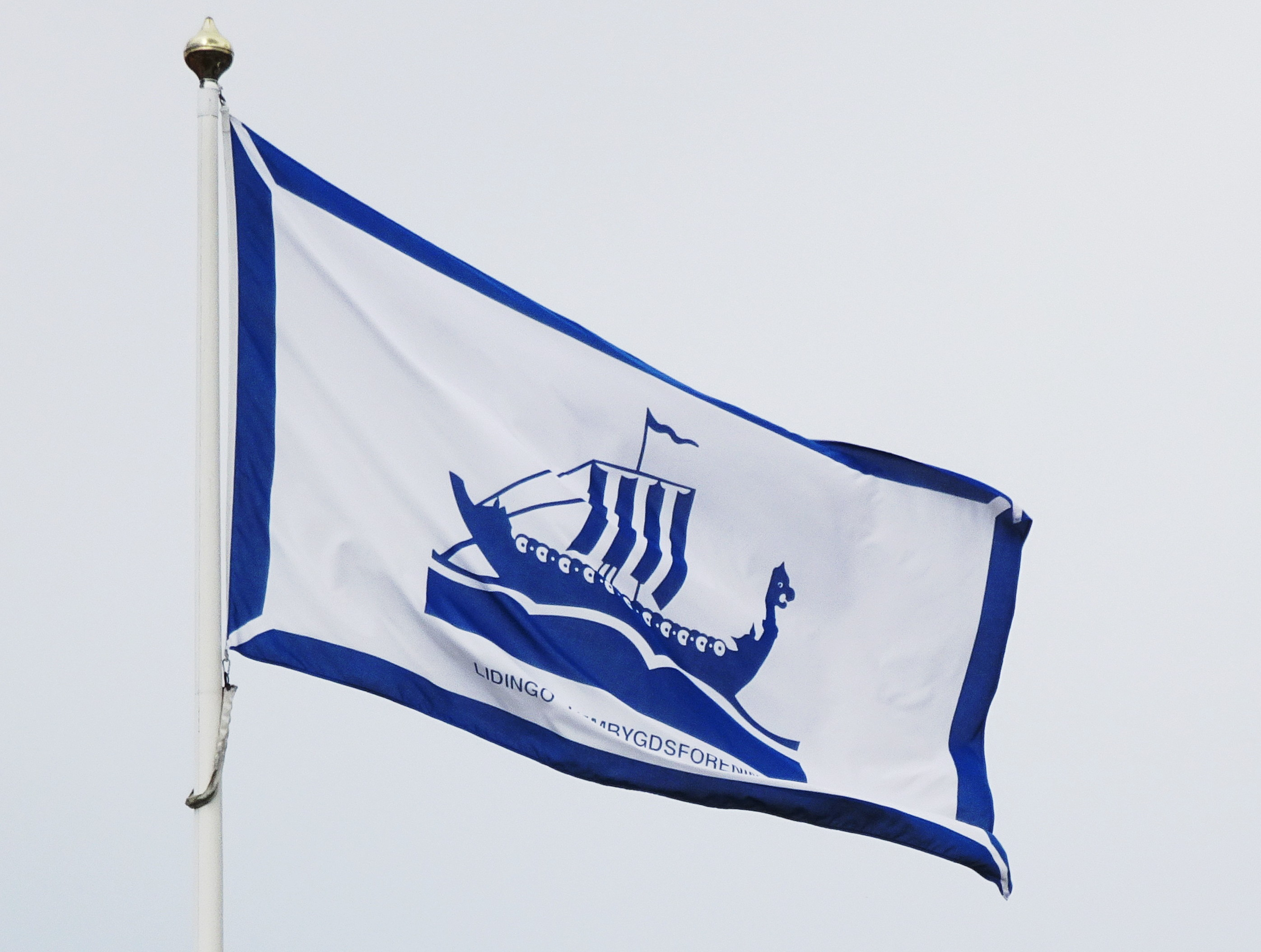
Logo för Lidingö hembygdsförening.
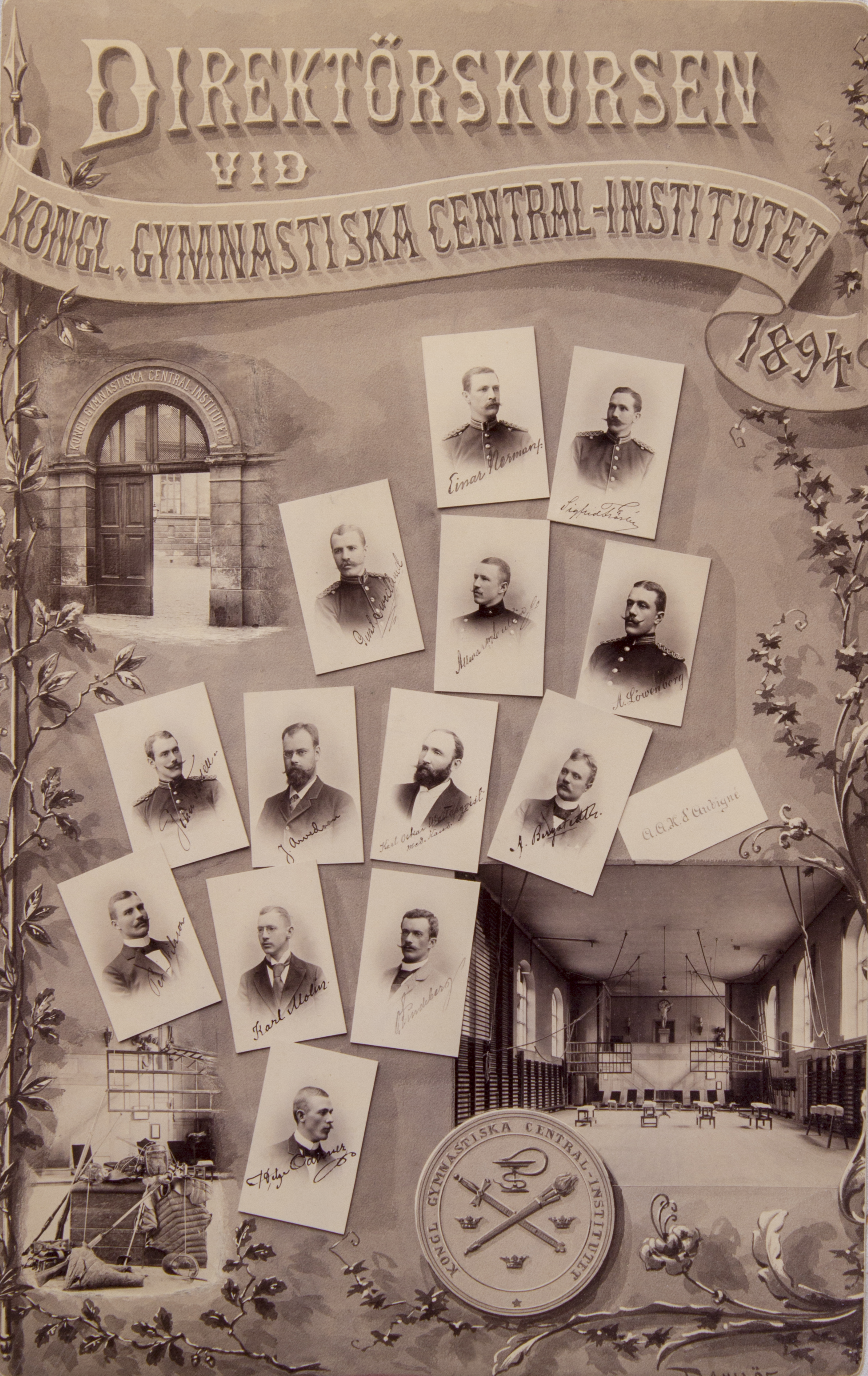
Norrköpings gymnasium 1894.
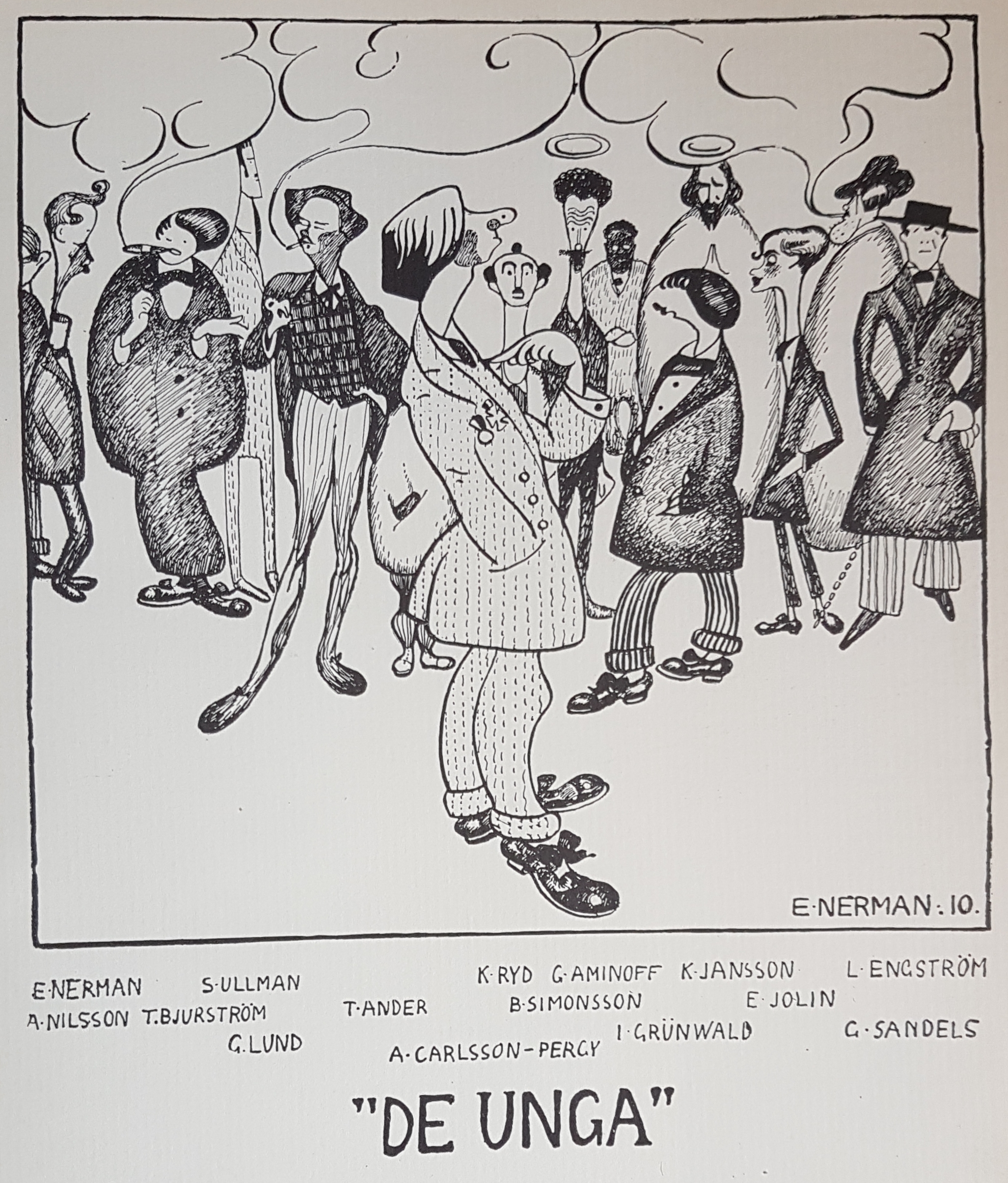
Unga artister.

## Teater

### Scenografi och kostym
| År   | Produktion            | Regi          | Teater        | Noter |
| ---- | --------------------- | ------------- | ------------- | ----- |
| 1931 | Peter Pan J.M. Barrie | Palle Brunius | Oscarsteatern |       |